# Deborah Gravenstijn
Dibora Monick Olga (Deborah) Gravenstijn (ur. 20 sierpnia 1974 w Tholen) – holenderska judoczka, wicemistrzyni i brązowa medalistka olimpijska, dwukrotna medalistka mistrzostw świata, pięciokrotna medalistka mistrzostw Europy.
Startuje w kategorii do 57 kg. Jej największym osiągnięciem jest srebrny medal igrzysk olimpijskich w Pekinie. W walce o złoty medal przegrała z włoską zawodniczką Giulia Quintavalle. Jest również brązową medalistką olimpijską z Aten (2004). Startowała w Pucharze Świata w latach 1992, 1993, 1995–2001, 2003–2005 i 2007–2009.

## Osiągnięcia

### Igrzyska olimpijskie
| Igrzyska olimpijskie | Data             | Kategoria | Miejsce |
| -------------------- | ---------------- | --------- | ------- |
| Ateny 2004           | 17 sierpnia 2004 | do 57 kg  |         |
| Pekin 2008           | 11 sierpnia 2008 | do 57 kg  |         |

### Mistrzostwa świata
- 2001 Monachium –  brąz – do 57 kg
- 2003 Osaka –  srebro – do 57 kg